# L'allegro mondo di Talpilandia
L'allegro mondo di Talpilandia (ドリモグだぁ！！?, Dorimogu Daa!!) è una serie televisiva anime andata in onda in Giappone dal 1986 al 1987 su NTV, per un totale di 49 episodi. In Italia, la serie è stata doppiata dallo Studio P.V. e mandata in onda su Odeon TV nel 1988. La sigla italiana è L'allegro mondo di Talpilandia di Massimo Dorati.

## Trama
L'anime ruota attorno alle avventure di Mocky e Sweet (Hanamogu e Dorimogu nella versione originale), due talpe che decidono di uscire dalle profondità della terra e viaggiare in superficie. Assieme, aiuteranno i poveri dai soprusi dei prepotenti. Sullo sfondo della storia, sono presenti vari avvenimenti storici.

## Episodi
| Nº | Titolo italiano Giapponese 「Kanji」 - Rōmaji                                                           | In onda           | In onda |
| Nº | Titolo italiano Giapponese 「Kanji」 - Rōmaji                                                           | Giapponese        |         |
| 1  | Partenza per l'Est / L'allegro mondo di Talpilandia 「カール大帝のヒゲ」 - KAARU taitei no hige         | 15 ottobre 1986   |         |
| 2  | Un cattivo regnante 「トネードの涙」 - TONEEDO no namida                                                | 22 ottobre 1986   |         |
| 3  | Il cervo d'argento 「オオモグの祈り」 - OOMOGU no inori                                                 | 29 ottobre 1986   |         |
| 4  | La maligna 「筑波のがんさん」 - tsukuba no gansan                                                       | 5 novembre 1986   |         |
| 5  | Il cavallo fatato 「妖婆ババール」 - joubababa BABAARU                                                  | 12 novembre 1986  |         |
| 6  | Il segreto del lupo 「猛犬サンダー」 - mouken SANDAA                                                    | 19 novembre 1986  |         |
| 7  | Mocky è innamorato 「おしゃべり酒」 - oshaberi shu                                                      | 26 novembre 1986  |         |
| 8  | Le patate dolci 「あやうしドリモグ」 - ayaushi DORIMOGU                                                 | 3 dicembre 1986   |         |
| 9  | La nave pirata 「助ッ人あらわる」 - suketto arawaru                                                     | 10 dicembre 1986  |         |
| 10 | Le carovane trasformate in statue 「秘密作戦始まる」 - himitsu sakusen hajimaru                         | 17 dicembre 1986  |         |
| 11 | Il mostro a tre teste 「またしても妹が!!」 - matashite mo imouto ga !!                                  | 15 gennaio 1987   |         |
| 12 | Collezione di farfalle 「ドナウ川の決戦」 - DONAU gawa no kessen                                        | 22 gennaio 1987   |         |
| 13 | Il re e il gatto domestico 「カールマン王死す」 - KAARUMAN ou shisu                                     | 29 gennaio 1987   |         |
| 14 | Il pentimento delle donnole 「もぐら狩り」 - mogura kari                                                | 5 febbraio 1987   |         |
| 15 | Uno strano sogno 「カール王の罠」 - KAARU ou no wana                                                    | 12 febbraio 1987  |         |
| 16 | L'eremita e il fumo della felicità 「ハナモグフラメンコに敗れる」 - HANAMOGUFURAMENKO ni yabureru       | 19 febbraio 1987  |         |
| 17 | La grande avventura in pallone 「コンドルキック発見さる」 - KONDORUKIKKU hakken saru                    | 26 febbraio 1987  |         |
| 18 | La separazione 「怪力ガンダレス」 - kairiki GANDARESU                                                   | 5 marzo 1987      |         |
| 19 | I due amici 「マウンテンコンドルの戦い」 - MAUNTENKONDORU no tatakai                                    | 12 marzo 1987     |         |
| 20 | La fuga dal castello di Maligna 「カール軍の進撃」 - KAARU gun no shingeki                              | 19 marzo 1987     |         |
| 21 | Ator il guerriero 「トネードの戦死」 - TONEEDO no senshi                                                | 26 marzo 1987     |         |
| 22 | La statua d'oro 「女神のいましめ」 - megami no imashime                                                 | 6 aprile 1987     |         |
| 23 | Sweet e la pillola magica 「カール王死す」 - KAARU ou shisu                                             | 9 aprile 1987     |         |
| 24 | La torta dell'amicizia 「300年がぶっ飛んだ」 - 300 nen ga buttonda                                      | 16 aprile 1987    |         |
| 25 | Il desiderio di Sweet 「ザクロスの鬼」 - ZAKUROSU no oni                                                | 23 aprile 1987    |         |
| 26 | Il signore del male 「コババールあらわる!」 - KOBABAARU arawaru !                                       | 30 aprile 1987    |         |
| 27 | La barba di Re Burba 「銀色のシカ」 - giniro no SHIKA                                                   | 7 maggio 1987     |         |
| 28 | Ronald 「ガラス玉の秘密」 - GARASU dama no himitsu                                                      | 14 maggio 1987    |         |
| 29 | Uno strano alleato 「歩きだした木馬」 - arukidashita mokuba                                             | 21 maggio 1987    |         |
| 30 | La preghiera di Grande Talpa 「ドリモグの失恋」 - DORIMOGU no shitsuren                                 | 28 maggio 1987    |         |
| 31 | La profezia di Maligna 「サツマイモ大明神」 - SATSUMAIMO daimyoujin                                     | 4 giugno 1987     |         |
| 32 | Mastino, la feroce guardia del corpo 「人魚と海賊船」 - ningyo to kaizoku sen                           | 11 giugno 1987    |         |
| 33 | Mocky e Sweet nei pasticci 「石にされたキャラバン」 - seki ni sareta KYARABAN                           | 18 giugno 1987    |         |
| 34 | Il liquore della vita 「蝶たちよ 自由の天地へ飛べ」 - chou tachi yo jiyuu no tenchi e tobe              | 25 giugno 1987    |         |
| 35 | Mocky e il piano segreto 「三つ頭(がしら)の怪物」 - mittsu atama no kaibutsu                            | 2 luglio 1987     |         |
| 36 | Il ritorno del leone Tonade 「いたちの涙」 - itachi no namida                                           | 9 luglio 1987     |         |
| 37 | La fuga di Sweet 「王様とオンドリ」 - ousama to ONDORI                                                  | 16 luglio 1987    |         |
| 38 | Caccia alla talpa 「いたずらコロポックル」 - itazura KOROPOKKURU                                        | 23 luglio 1987    |         |
| 39 | Conflitto finale 「ドリハナ夢飛行」 - DORIHANA yume ryokou                                              | 30 luglio 1987    |         |
| 40 | Un regno di pace 「象といのち花」 - zou to inochi hana                                                  | 6 agosto 1987     |         |
| 41 | La trappola 「風船旅行で大冒険」 - fuusen ryokou de dai bouken                                          | 13 agosto 1987    |         |
| 42 | Il salvataggio 「魔宮からの脱出」 - mamiya kara no dasshutsu                                            | 20 agosto 1987    |         |
| 43 | Mocky alla riscossa 「ドリハナトンネル」 - DORIHANATONNERU                                              | 27 agosto 1987    |         |
| 44 | Il gigante Gundales 「一匹モグラ メナム」 - ichi hiki MOGURAMENAMU                                      | 3 settembre 1987  |         |
| 45 | Re Burba all'attacco 「黄金仏の伝説」 - ougon botoke no densetsu                                        | 10 settembre 1987 |         |
| 46 | La battaglia di picco del Condor 「ユーレイ屋敷でケーキはいかが?」 - YUUREI yashiki de KEEKI wa ikaga ? | 17 settembre 1987 |         |
| 47 | Il sacrificio di Tonade 「大きくなったハナモグ」 - ookiku natta HANAMOGU                                | 24 settembre 1987 |         |
| 48 | La punizione della Dea 「ハナモグの願い事」 - HANAMOGU no negaigoto                                     | 1º ottobre 1987   |         |
| 49 | L'addio di Re Burba 「もうすぐ日本だァ!!」 - mousugu nippon daa !!                                      | 8 ottobre 1987    |         |

## Personaggi
- Mocky, il protagonista del cartone insieme alla sorellina Sweet, è il giovane comandante dell'esercito delle talpe. Detiene il Fiore della Vita, una leggendaria pianta medicinale che può concedere la vita eterna a chi la ingerisce. Spesso Mocky lo utilizza per curare le ferite degli animali e degli umani che incontra nel suo viaggio.
- Sweet, la coprotagonista, sorellina di Mocky. Ha sempre fame ed è piuttosto ingenua.
- I Supertassi. Nonostante il nome suggerisca che siano dei tassi, sono in realtà un gruppo di talpe rosse, e sono dei ninja. I loro nomi in codice sono: Spilungone, Ciuffo e Paciottone. Fanno parte dell'esercito delle talpe e accorrono in aiuto di Mocky e Sweet quando ne hanno bisogno per completare le loro missioni.
- Becky, Paco e White. Sono tre uccelli che aiutano Mocky e Sweet a coprire le grandi distanze. Paco è un merlo, White è un gabbiano, mentre Becky è un corvo femmina. A causa di un errore di continuità nell'ordine degli episodi, a un certo punto quest'ultima verrà chiamata Sandy.
- La Grande Talpa, è il vecchio saggio di Talpilandia, leader fisico e spirituale di tutte le talpe, colui che dà a Mocky e Sweet la missione di attraversare il mondo per aiutare gli animali e gli uomini a vivere pacificamente insieme e a eliminare tutte le guerre.
- Strega Maligna, è la principale villain del cartone, il cui scopo è impadronirsi del Fiore della Vita per diventare immortale.
- Asdrubale, è il servitore goffo, tonto e sempliciotto di Maligna, combina spesso dei pasticci.
- Re Burba, il sovrano del regno di Tirannia, un uomo molto capriccioso e vanesio, ambizioso ma non completamente cattivo. Nel corso della serie sembra affezionarsi a Sweet, da cui spera di ottenere il Fiore della Vita, in modo da poter vivere a lungo per conquistare sempre nuove terre.
- Morgan, è un rospo giapponese sulla cui schiena è presente un simbolo che scaccia le streghe. Ha la particolare capacità di sgonfiarsi e diventare più piccolo.
- Tonade, un leone buono che viene salvato da Mocky e Sweet, diventando loro alleato.

## Doppiaggio
| Personaggio | Doppiatore originale | Doppiatore italiano |
| ----------- | -------------------- | ------------------- |
| Mocky       | Toshiko Fujita       | Anna Bonel          |
| Sweet       | Masako Miura         | Marina Massironi    |